# Allergen

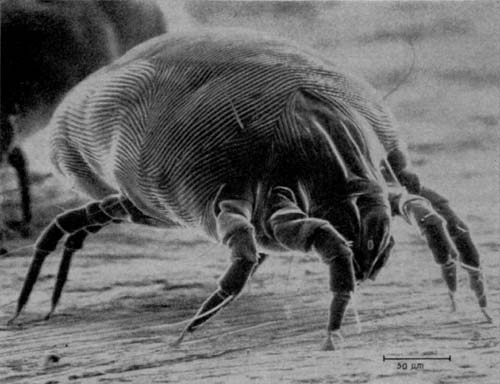
Ett kvalster. Kitin och avföring från kvalster är vanliga allergen i hemmet.

Ett allergen är ett ämne som ger en allergisk reaktion. De flesta allergen är proteiner. Det finns även små molekyler som kan binda till antikroppar men inte själva utlösa allergireaktion, men blir immunogent om det binder till ett protein såsom till exempel albumin. Sådana små molekyler kallas hapten.

## Allergens egenskaper
Allergen är proteiner eller glykoproteiner och har oftast har en molekylvikt på 5-70 kDa. Även mindre och större allergena molekyler förekommer dock. För att en mastcell skall ska degranulera, det vill säga släppa ut histamin och andra mediatorsubstanser, fordras att allergenet kan binda åtminstone två IgE-molekyler, d.v.s. det måste rymmas två epitoper på proteinet, som kan binda immunglobulin E. 
I dagligt tal används benämningen allergen i betydelse allergenkälla, till exempel pollen från olika växter, mögelsporer eller hud, saliv och urin från djur. 
	Ett begränsat antal ämnen (pollen, djurepitel, mögel och kvalster) ger upphov till majoriteten av alla IgE-förmedlade luftvägsreaktioner. 
	Varje allergent protein kan ha flera olika epitoper. En del epitoper finns hos flera olika, botaniskt eller zoologiskt allergen som inte är närbesläktade. Den som blir sensibiliserad mot ett ämne, till exempel björkpollen, blir därför ofta sensibiliserad också mot andra, icke besläktade allergen, till exempel äpple. Man kallar detta korsallergi.

## Benämning av allergen
Man betecknar allergenen med de tre första bokstäverna i det latinska släktnamnet och den första bokstaven i artnamnet. Sålunda till exempel Bet v för Betula verrucosa (björk) och Der p för Dermatophagoides pteronyssinus (husdammskvalster). Dessutom finns i namnet en siffra. Allergenen numreras i den ordning som de först blivit identifierade till exempel Bet v 1. 

## Förekomst
Flera hundra olika allergen finns nu beskrivna. Förutom pollen-, djurepitel- och födoämnesallergen finns allergen till exempel i läkemedel och kemikalier. Enkla kemikalier kan fungera som allergen om de binds till större molekyler, till exempel till kroppens egna proteiner. De fungerar då som hapten.

## Standardisering av allergen
För att man ska kunna utföra diagnostiska test och ge hyposensibilisering med allergen fordras att de är standardiserade; att man vet hur mycket allergen allergenextrakten innehåller.
Nordiska riktlinjer för allergenstandardisering kom 1989. Numera anges en enhet på kommersiellt allergenextrakt. I Norden är enheten BE (Biologiska Enheter)/mL eller HEP (Histamine Equivalent in skin Prick test).